# Juliane Werding
Juliane Werding (Essen, 19 luglio 1956) è una cantante, scrittrice e naturopata tedesca.

## Biografia
I suoi successi includono Nacht voll Schatten (cover di Moonlight Shadow di Mike Oldfield) e Am Tag, als Conny Kramer starb, cover di The Night They Drove Old Dixie Down del gruppo The Band con nuovi testi e soggetto differente. Juliane Werding ha scritto diversi libri e vive a Starnberg, vicino a Monaco di Baviera, dove lavora come naturopata. Ha due figli. Nel 2009 ha abbandonato la carriera musicale per dedicarsi totalmente alla medicina alternativa.

## Discografia
- In tiefer Trauer (1972)
- Am Tag als Conny Kramer starb (1972)
- Mein Name ist Juliane (1973)
- Wenn du denkst, du denkst, dann denkst du nur, du denkst (1975)
- … ein Schritt weiter (1976)
- Oh Mann, oh Mann (1977)
- Traumland (1982)
- Nacht voll Schatten (1983)
- Ohne Angst (1984)
- Sehnsucht ist unheilbar (1986)
- Stimmen im Wind (1986)
- Jenseits Der Nacht (1987)
- Tarot (1988)
- Zeit Fuer Engel (1990)
- Zeit Nach Avalon Zu Geh'n (1991)
- Sie Weiss Was Sie Will (1992)
- Du Schaffst Es (1994)
- Alles Okay (1995)
- Land Der Langsamen Zeit (1997)
- Sie (1998)
- Es Gibt Kein Zurueck (2000)
- Die welt danach (2004)
- Sehnsucher (2006)
- Ruhe Vor Dem Sturm (2008)

## Premi e riconoscimenti
- Goldene Europa: 1972
- Goldene Stimmgabel: 1985, 1987,[1] 1991, 1993, 1998

- 2001: Sagen Sie mal, Herr Jesus…
- 2006: Sehnsucher. 7 Wege, mit der Sehnsucht zu leben
- 2007: Huren, Heuchler, Heilige